# Línguas crenaques
A línguas crenaques ou botocudos pertencem ao tronco Macro-Jê.

## Línguas
As línguas crenaques:
- Bacuém - (bacuéns)
- Cracmum - (cracmuns)
- Crenaque - (crenaques e eteuetes)
- Guticraque - (guticraques)
- Jiporoque - (jiporoques)
- Minhajirum - (minhajiruns)
- Nacnenuque - (nacnenuques)
- Nacrerré - (nacrerrés)
- Naque-nhapemã - (naques-nhapemãs)
- Pejaerum - (pejaeruns)
- Pojixá - (pojixás)